# Mjölby landsfiskalsdistrikt
Mjölby landsfiskalsdistrikt var 1918–1964 ett landsfiskalsdistrikt i Östergötlands län, bildat som Vifolka landsfiskalsdistrikt när Sveriges indelning i landsfiskalsdistrikt trädde i kraft den 1 januari 1918, enligt beslut den 7 september 1917. När Sveriges nya indelning i landsfiskalsdistrikt trädde i kraft den 1 oktober 1941 (enligt kungörelsen den 28 juni 1941) ändrades distriktets namn till Mjölby landsfiskalsdistrikt. Den 1 januari 1965 avskaffades i Sverige samtliga landsfiskaler och landsfiskalsdistrikt, och deras arbetsuppgifter delades upp på de nyskapade indelningarna polisdistrikt, åklagardistrikt och kronofogdedistrikt.
Landsfiskalsdistriktet låg under länsstyrelsen i Östergötlands län.

## Ingående områden
Den 1 januari 1920 ombildades Mjölby landskommun till Mjölby stad. Den 1 oktober 1941 (enligt kungörelsen den 28 juni 1941) tillfördes kommunerna Normlösa och Västerlösa från Gullbergs landsfiskalsdistrikt. När Sveriges nya indelning i landsfiskalsdistrikt trädde i kraft den 1 januari 1952 (enligt kungörelsen 1 juni 1951) ändrades distriktets omfattning.

### Från 1918
Vifolka härad:
- Herrberga landskommun
- Mjölby landskommun
- Sya landskommun
- Veta landskommun
- Viby landskommun
- Västra Hargs landskommun
- Östra Tollstads landskommun

### Från 1920
- Mjölby stad

Vifolka härad:
- Herrberga landskommun
- Sya landskommun
- Veta landskommun
- Viby landskommun
- Västra Hargs landskommun
- Östra Tollstads landskommun

### Från 1 oktober 1941
- Mjölby stad

Vifolka härad:
- Herrberga landskommun
- Normlösa landskommun
- Sya landskommun
- Veta landskommun
- Viby landskommun
- Västerlösa landskommun
- Västra Hargs landskommun
- Östra Tollstads landskommun

### Från 1 januari 1952
- Boxholms köping
- Mjölby stad
- Södra Göstrings landskommun
- Vifolka landskommun